# K.U. (forskellige møder)
K.U. (forskellige møder) er en dansk dokumentarfilm fra 1933.

## Handling
Meget fragmenterede og flere steder uskarpe optagelser af Konservativ Ungdoms møder forskellige steder i landet. Delegeretmøde i Kolding i juli 1933. DSU mønstrede 700 i demonstration, 1200 til møde i Fælledparken. K.U. samlede 10.000 til værn om mødefriheden. K.U.'s arbejde i Gentofte. Landsformand Aksel Møller på talerstolen. Redaktør Kay Nissen. Slagteriarbejder Asger Jensen. Landmand Fritz Petersen. Journalist Leo Dane. Forretningsfører Knud Gedde. Den første K.U. farvefilm blev optaget i Rødding. Landsstævnet i Randers.